# マリナー3号
マリナー3号（マリナー3ごう、Mariner 3）は、初の火星フライバイを目的とした、マリナー計画の火星探査機である。1964年11月5日に打ち上げられたが、打ち上げ用ロケットの先端にある衛星シュラウド（覆い）を完全に開くことができず、火星へは到達できなかった。太陽電池板から電力が供給されなかったため、バッテリーが尽きると共に機能停止し、現在は太陽軌道上にある。3週間後の1964年11月28日に同型のマリナー4号の打ち上げが成功し、火星へ向かう8ヶ月間の飛行に旅立った。